# Baligród (gemeente)

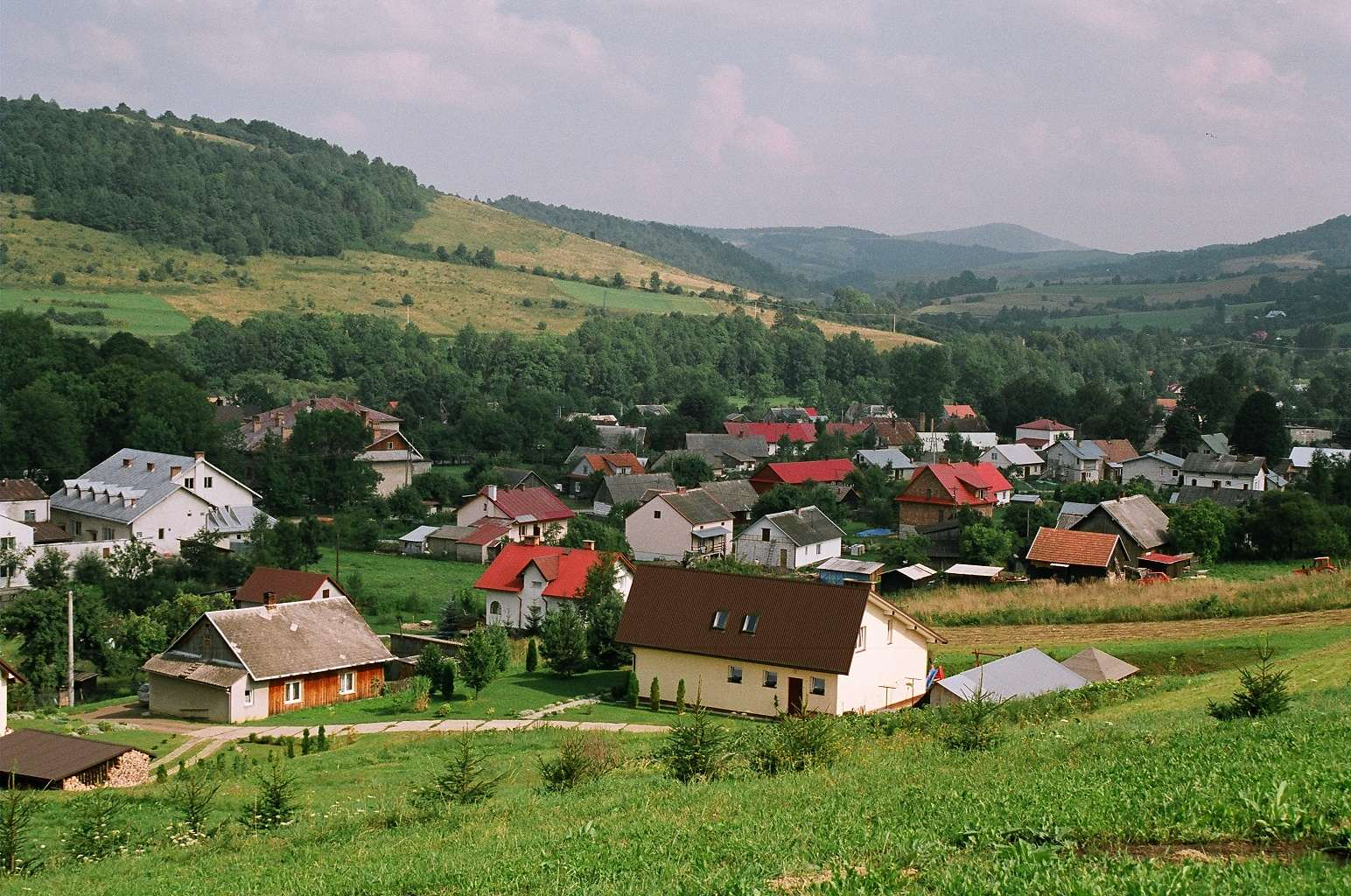
Baligród

De gemeente Baligród is een landgemeente in het Poolse woiwodschap Subkarpaten, in powiat Leski.
De zetel van de gemeente is in Baligród.
Op 30 juni 2004 telde de gemeente 3182 inwoners.

## Oppervlakte gegevens
In 2002 bedroeg de totale oppervlakte van gemeente Baligród 158,12 km², waarvan:
- agrarisch gebied: 22%
- bossen: 67%

De gemeente beslaat 18,94% van de totale oppervlakte van de powiat.

## Demografie
Stand op 30 juni 2004:
| Omschrijving                   | Totaal | Totaal | Vrouwen | Vrouwen | Mannen | Mannen |
| ------------------------------ | ------ | ------ | ------- | ------- | ------ | ------ |
| eenheid                        | aantal | %      | aantal  | %       | aantal | %      |
| inwoners                       | 3182   | 100    | 1592    | 50      | 1590   | 50     |
| bevolkingsdichtheid (inw./km²) | 20,1   | 20,1   | 10,1    | 10,1    | 10,1   | 10,1   |

In 2002 bedroeg het gemiddelde inkomen per inwoner 1501,78 zł.

## Plaatsen
- Baligród
- Bystre
- Cisowiec
- Jabłonki
- Kiełczawa
- Kołonice
- Łubne
- Mchawa
- Nowosiółki
- Rabe
- Roztoki Dolne
- Stężnica
- Zahoczewie
- Żerdenka
- Żernica Niżna
- Żernica Wyżna

## Aangrenzende gemeenten
Cisna, Komańcza, Lesko, Solina, Zagórz